# علي أباد (كوهسرخ)
علي أباد هي قرية في مقاطعة كوهسرخ، إيران. عدد سكان هذه القرية هو 979 في سنة 2006.